# Jukstapozycja
Jukstapozycja (łac. iuxta – blisko, przy (czymś), positio – pozycja) – środek stylistyczny polegający na zestawieniu ze sobą dwóch lub więcej obrazów w celu budowy znaczenia nadrzędnego. Często sprowadza się do kontrastu, jednak różnice w poszczególnych obrazach mogą być subtelniejsze – np. sugerujące progres lub powodujące interpretację obrazu w świetle ukazanego wcześniej.
Jukstapozycję jako zasadę konstrukcyjną wierszy Czesława Miłosza Jan Błoński przeciwstawia kompozycji wiersza w oparciu o metaforę w poezji Juliana Przybosia. Kazimierz Wyka taki sposób konstrukcji wiersza nazwał „filmową techniką obrazowania” – zwraca w ten sposób uwagę na tworzenie przez poetę przede wszystkim ciągu obrazów i utratę znaczenia językowej warstwy utworu.
Przykład jukstapozycji z wiersza Adama Kaczanowskiego z tomu Stany:

opłata za wejście do redy:

ile czułości dla coraz okrutniejszych postaci

Megaeksterminatora i jego Superzgliszczy

należy się na dobranoc?